# Tony Craig (Schauspieler)
Tony Craig (* 9. Februar 1958 in Trinidad und Tobago) ist ein trinidadischer Schauspieler.

## Leben
Tony Craig begann seine Schauspielkarriere 1982 in der Fernsehserie Zeit der Sehnsucht. Bekanntheit erlangte Craig in der Serie Ein Mountie in Chicago, in der er den Polizisten Jack Huey verkörperte. Weiteres spielte Craig 1991 in Die Rückkehr der Unbestechlichen, 2006 in Dance! Jeder Traum beginnt mit dem ersten Schritt und in The Bridge mit.

## Filmografie (Auswahl)
- 1982: Zeit der Sehnsucht (Days of Our Lives)
- 1983: Reaching Out
- 1986: Springfield Story (The Guiding Light)
- 1987: Suspect – Unter Verdacht (Suspect)
- 1987: All My Children
- 1991: Die Rückkehr der Unbestechlichen (The Return of Eliot Ness)
- 1993: Whispers of White (A Walk with Death)
- 1994: No Panic – Gute Geiseln sind selten (The Ref)
- 1994: Nick Knight – Der Vampircop (Forever Knight)
- 1994–1999: Ein Mountie in Chicago (Due South)
- 1995: Verschwörung der Patrioten (The Shamrock Conspiracy)
- 1995: Soul Survivor
- 1997: Noch einmal mit Gefühl (That Old Feeling)
- 1998: Das schönste Geschenk (The Sweetest Gift)
- 2000: The Hoop Life
- 2001–2002: Blue Murder
- 2002: Odyssey5
- 2003: Der Einsatz (The Recruit)
- 2002–2003: Sue Thomas: F.B.I. (Sue Thomas: F.B.Eye)
- 2003: Mutant X
- 2004–2005: The Eleventh Hour
- 2006: Dance! Jeder Traum beginnt mit dem ersten Schritt (Take the Lead)
- 2007: Billable Hours
- 2008: Da Kink in My Hair
- 2008: The Border (Fernsehserie, 1 Folge)
- 2008: Virus – Der Tod kennt keine Grenzen (The Summit)
- 2010: The Bridge
- 2014: Murdoch Mysteries (Fernsehserie, 1 Folge)
- 2015: Bitten (Fernsehserie, 1 Folge)